# Frances Stonor Saunders
Frances Stonor Saunders (geboren 14. April 1966 in London) ist eine britische Schriftstellerin.

## Leben
Frances Stonor Saunders ist eine Tochter des Donald Robin Slomnicki Saunders und der britischen Adligen und Schriftstellerin Julia Camoys Stonor. Sie hat einen älteren Bruder. Ihre Eltern ließen sich scheiden, als sie acht Jahre alt war. 
Saunders besuchte die St Mary’s School Ascot und studierte in Oxford am St Anne’s College. Sie begann als Fernsehjournalistin zu arbeiten und produzierte 1995 eine Sendung bei Channel 4 über den im Kalten Krieg vom CIA in West-Berlin gegründeten Kongress für kulturelle Freiheit unter dem Titel Hidden Hands: A Different History of Modernism. Das daraus entstandene Buch erschien in England unter dem Titel Who Paid the Piper?: The CIA and the Cultural Cold War und hatte in den USA den Titel The Cultural Cold War: The CIA and the World of Arts and Letters. Für das Buch erhielt sie 1999 den Gladstone-Preis der Royal Historical Society und es stand auf der Shortlist des Guardian First Book Award. Das Buch wurde mehrfach übersetzt. 
Saunders war eine Zeit Redakteurin bei der Zeitschrift New Statesman und arbeitet auch fürs Radio. Unter ihren weiteren historischen Schriften ist ein Buch über Violet Gibson, die 1926 in Rom versuchte, Benito Mussolini zu erschießen, und ein Buch über den mittelalterlichen Söldnerführer John Hawkwood. Für ihr autobiographisches Buch The Suitcase: Six Attempts to Cross a Border erhielt sie 2022 den PEN Ackerley Prize. 
Saunders wurde 2018 zum Fellow der Royal Society of Literature gewählt.

## Schriften (Auswahl)

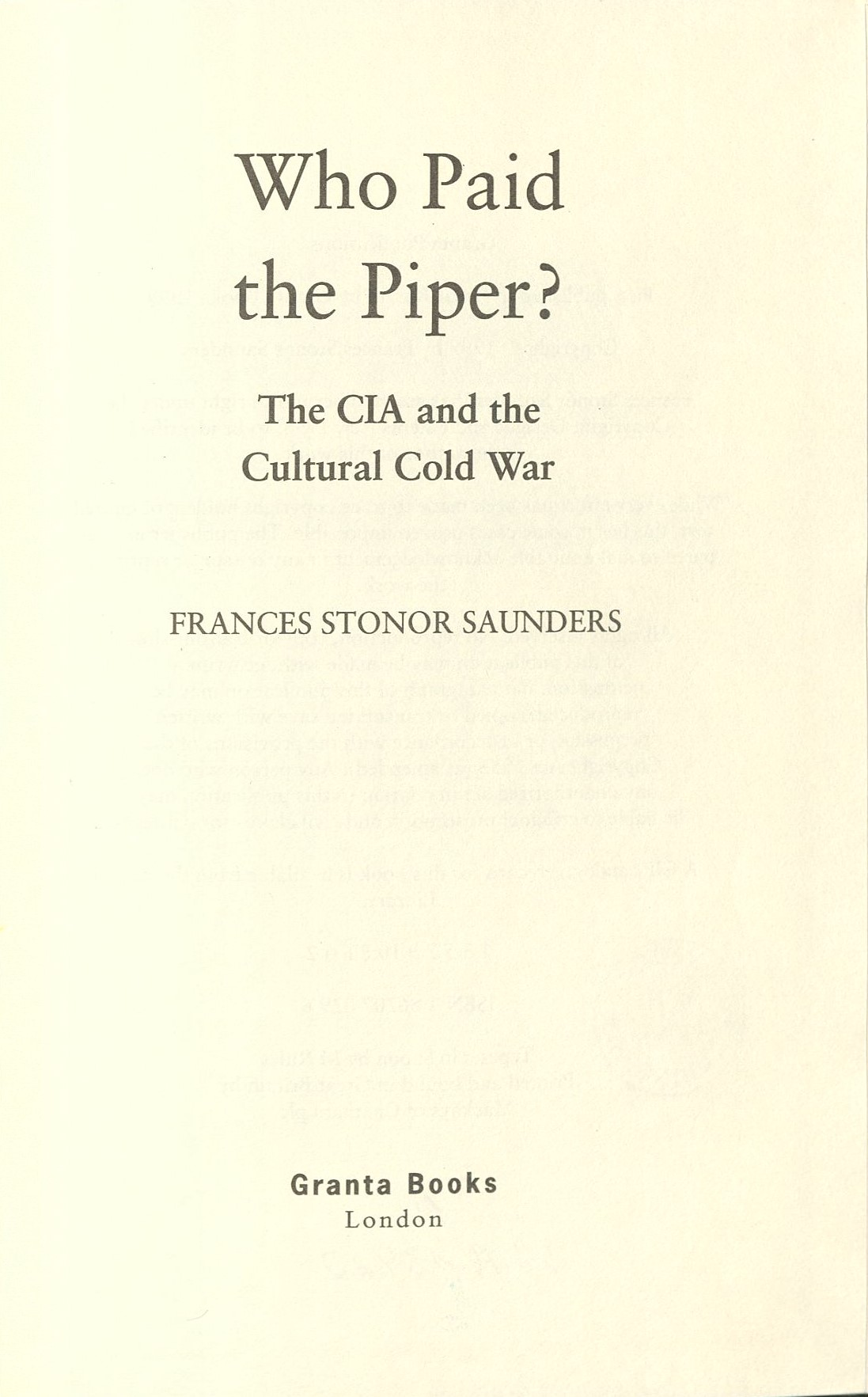
Who Paid the Piper? (1999)

- Who Paid the Piper? The CIA and the Cultural Cold War. London: Granta, 1999
  - Wer die Zeche zahlt ... : der CIA und die Kultur im Kalten Krieg. Übersetzung Markus P. Schupfner. Berlin: Siedler, 2001
- Hawkwood: Diabolical Englishman. London: Faber & Faber, 2004
- The Woman Who Shot Mussolini. New York: Metropolitan Books, 2009
- The Suitcase: Six Attempts to Cross a Border. Jonathan Cape, 2022
  - Der Koffer : Sechs Versuche, eine Grenze zu überqueren. Übersetzung Brigitte Hilzensauer. Wien: Zsolnay, 2024